# ایزاک اکتس
ایزاک اکتس (انگلیسی: Isaac Aketxe؛ زادهٔ ۳۰ ژوئن ۱۹۸۹) بازیکن فوتبال اهل اسپانیا است.
از باشگاه‌هایی که در آن بازی کرده‌است می‌توان به باشگاه فوتبال هرکولس، باشگاه فوتبال اتلتیک بیلبائو، باشگاه فوتبال آلباسته بالومپیه، باشگاه فوتبال ایبار، و باشگاه فوتبال اتلتیک بیلبائو بی اشاره کرد.